# Ratchet & Clank Future: A Crack in Time
Ratchet & Clank Future: A Crack in Time is het negende deel uit de serie Ratchet & Clank. Het is het vervolg op de spellen Tools of Destruction en Quest for Booty. Het begint namelijk waar Quest for Booty ophield. Velen dachten dat dit het laatste spel uit de reeks zou zijn, maar Insomniac Games maakte bekend dat er nog een vervolg zou komen: Ratchet & Clank: Into the Nexus.

## Nieuw in dit spel
Op de gamebeurs E3 werden enkele nieuwigheden getoond. In het spel zou de speler Ratchet en Clank, apart van elkaar, kunnen besturen. Zoals in elk nieuwe spel van Ratchet and Clank waren er nieuwe gadgets en wapens. Ook kwamen er enkele nieuwe personages bij, waaronder nog een Lombax.
Voor het spel werd een wapen-ontwerpwedstrijd gehouden. Het winnende wapen wordt in het spel gestopt. De winnaar was de Spiral of Death, een wapen waarmee een blauwe zaag wordt weggeschoten en dan weer terugkeert naar de lanceerder.

## Verhaal
Het verhaal begint waar Quest for Booty ophield. Clank, robot en beste vriend van Ratchet de Lombax, bevindt zich in het exacte middelpunt van het universum, met een speling van ongeveer 50 meter, in de Grote Klok. Clank krijgt te horen dat zijn vader hem hier nodig heeft om de Grote Klok te beheren. Echter de kwaadaardige Dr. Nefarious heeft het plan om de Grote Klok over te nemen om zijn eigen plannen ermee te kunnen uitvoeren. Clank komt hierachter en probeert hem te stoppen maar beseft ook dat Ratchet hiervoor nodig is. Ratchet is ondertussen nog steeds op zoek naar zijn kleine robotvriend Clank. Ratchet kwam in de vorige game erachter waar Clank zich bevond en is toen op weg gegaan om zijn kleine vriend te redden. Ratchet wordt bijgestaan door de immer klungelige Captain Qwark die Ratchet helpt om Clank te vinden. Captain Qwark wordt echter gevangengenomen door Heer Vorselon die samenspant met Dr Nefarious. Ratchet heeft ondertussen contact gelegd met een soortgenoot van hem, namelijk generaal Alister Azimuth. Voor Ratchet is dit een opmerkelijke ontdekking omdat hij ervan uitging dat hij de laatste van zijn soort was. Door generaal Alister Azimuth te vertellen over de Grote Klok en over zijn vriend Clank weet hij hem te overtuigen om hem te helpen zijn vriend Clank te redden.

## Personages
- Ratchet
- Clank
- Captain Qwark
- Generaal Alister Azimuth
- Dr. Nefarious
- Lawrence
- Orvus
- Sigmund
- Heer Vorselon
- De drie Valkyries
- Sneeuwvlok